# Earl Campbell
Pour les articles homonymes, voir Campbell.
College Football Hall of Fame 1990
Pro Football Hall of Fame 1991
(en) Statistiques sur pro-football-reference
Earl Christian Campbell, né le 29 mars 1955 à Tyler au Texas, surnommé The Rose Tyler (la « Rose de Tyler »), est un joueur américain de football américain ayant évolué comme running back.

## Biographie

### Jeunesse
Earl Christian Campbell naît le 29 mars 1955 d'Ann et Bert « B.C. » Campbell, à Tyler au Texas, menant à son surnom The Tyler Rose plus tard dans sa carrière. Il est le 6e des 11 enfants du couple. Son père, Bert, décède alors qu'il a 11 ans. Campbell commence à jouer au football en 5e année au poste de kicker, mais devient un linebacker en 6e année après avoir regardé Dick Butkus jouer, ce dernier auquel il va modeler son style de jeu comme le sien(en) « Bio - Early Years », sur earlcampbell.com (consulté le 23 janvier 2024),. Ann Campbell tente de le dissuader à ne pas jouer au football en high school, mais aimant trop le sport, il refuse. En 1973, il mène l'équipe de son école, la John Tyler High School, en finale du championnat de football américain 4A de l'État du Texas. Cette année-là, il reçoit le titre de Mr. Football USA, remis au meilleur joueur lycéen du pays.

### Carrière universitaire
Jouant à l'université pour les Longhorns du Texas, il a remporté le trophée Heisman en 1977.

### Carrière professionnelle
Premier choix lors de la draft 1978 de la NFL, il signe aux Oilers de Houston (1978–1984) avant de partir aux Saints de La Nouvelle-Orléans (1984–1985).
Sélectionné cinq fois au Pro Bowl (1978, 1979, 1980, 1981 et 1983) et trois fois en All-Pro (1978, 1979 et 1980), il est élu trois fois joueur offensif de l'année en NFL (1978, 1979 et 1980) après avoir été élu joueur rookie de l'année en NFL (1978). Il fait partie du Pro Football Hall of Fame.